# Shōfuku-ji (Odawara)
Pour les articles homonymes, voir Shōfuku-ji.

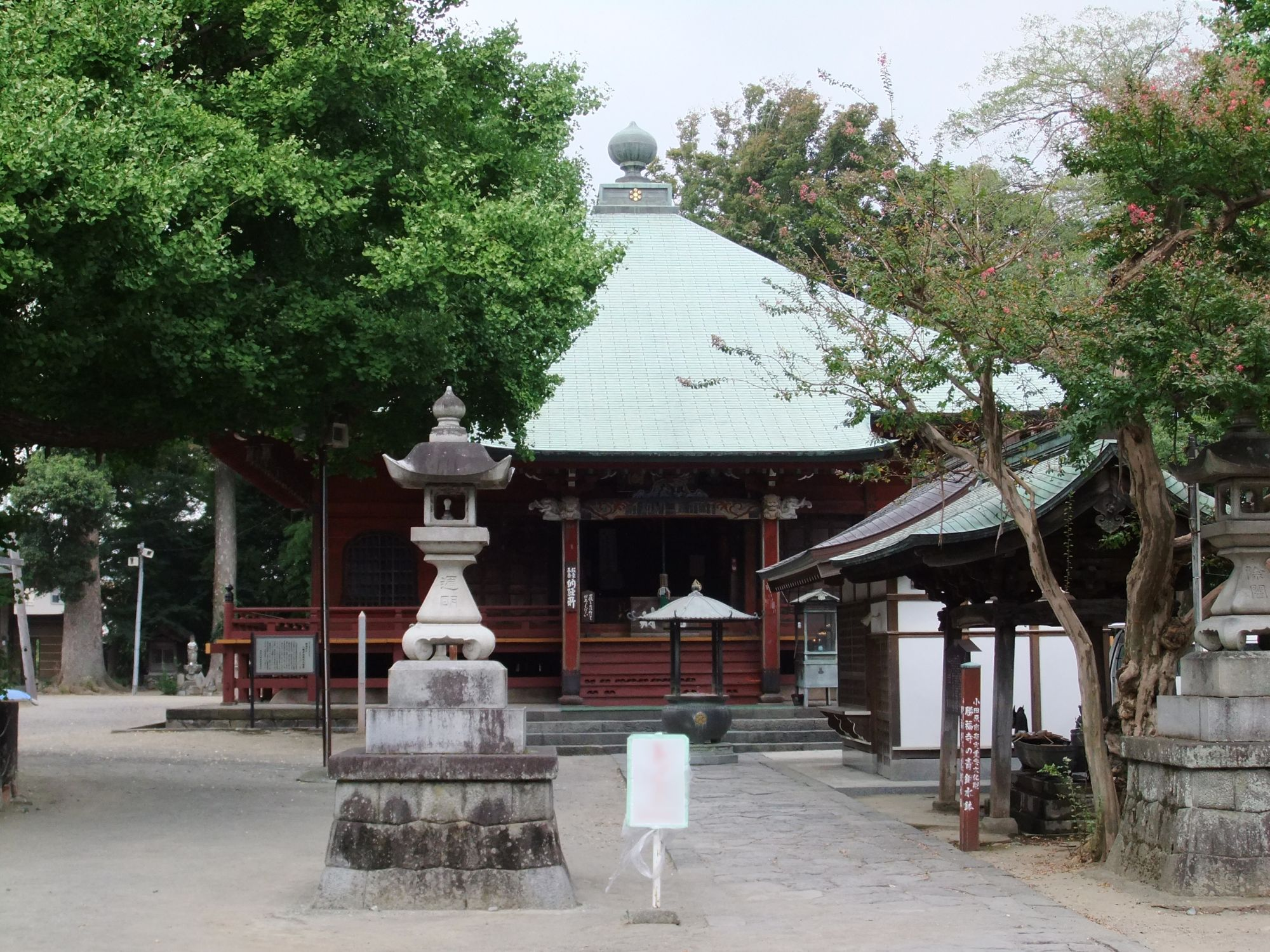
Shōfuku-ji à Odawara, préfecture de Kanagawa, en 2014.

Le Shōfuku-ji (勝福寺) est un temple bouddhiste de la secte shingon situé dans la partie nord-est de la ville d'Odawara, préfecture de Kanagawa au Japon.  Il est plus populairement connu sous le nom Iizumi Kannon (飯泉観音), d'après son principal objet de culte. Le Shōfuku-ji est le cinquième temple du circuit de pèlerinage Bandō Sanjūsankasho des 33 temples bouddhistes de la région de Kantō à l'est du Japon consacré au Bodhisattva Kannon.

## Histoire
Selon la légende du temple, le Shōfuku-ji est fondé à l'époque de Nara par le prêtre Dōkyō pour l'âme de la défunte impératrice Kōken. Le temple abrite une image de Kannon apportée au Japon par le fameux prêtre Guanjin de la dynastie Tang et qu'avait possédée l'impératrice. Cependant, aucun document historique n'existe à l'appui de cette légende et l'histoire du temple est donc incertaine. Le temple a été déménagé à son emplacement actuel en 830 apr. J.-C. Le Shōfuku-ji est mentionné dans le récit Soga monogatari de l'époque de Kamakura et bénéficie du patronage du clan Go-Hōjō durant l'époque Sengoku. L'actuel hondō qui date de 1706 est le plus ancien bâtiment survivant du temple, bien que la cloche de bronze est datée 1629.
À l'heure actuelle, le temple appartient à la branche Tō-ji de la secte shingon du bouddhisme japonais. Son honzon est un Juichimen Kannon Bosatsu .

## Source de la traduction
- (en) Cet article est partiellement ou en totalité issu de l’article de Wikipédia en anglais intitulé « Shōfuku-ji (Odawara) » (voir la liste des auteurs).